# Personificare
Personificarea este o figură de stil prin care li se atribuie lucrurilor, animalelor sau fenomenelor din natură însușiri omenești (de exemplu: norii plâng;  stelele clipesc; păsărelele șoptesc; vântul aleargă; sălciile triste).
Personificarea este folosită, în special, în creația folclorică, în fabule și în poezia lirică:
„Primăvara, mama noastră,
Sufla brumă de pe coastă.”
Personificarea este o figură de stil dominantă, îndeosebi, în poezie:
„Codrule, cu râuri line,
Vreme trece, vreme vine,
Tu, din tânăr precum ești
Tot mereu întinerești.
Ce mi-i vremea, când de veacuri
Stele-mi scânteie pe lacuri,
Că de-i vremea rea sau bună,
Vântu-mi bate, frunza-mi sună;
Și de-i vremea bună, rea,
Mie-mi curge Dunărea.”
—Mihai Eminescu, „Revedere”
În unele poezii, precum „Concertul în luncă” de Vasile Alecsandri, „Nuntă în codru” de George Coșbuc, „Rapsodii de toamnă” de George Topîrceanu, un întreg spațiu este transpus, umoristic, la dimensiune umană.